# Лящковский, Яцек
Яцек Лящковский (пол. Jacek Laszczkowski; род. 28 марта 1966, Щучин) — польский оперный певец (тенор и контратенор).
Начинал учиться музыке в Белостоке как кларнетист. Затем окончил с отличием Варшавскую академию музыки (1991) по классу вокала. Ещё студентом в 1989 г. дебютировал как тенор на сцене Варшавской камерной оперы в опере Вольфганга Амадея Моцарта «Похищение из сераля»; в дальнейшем регулярно выступал на этой сцене. В 1991 году занял третье место на конкурсе вокалистов в Верчелли. Пел в Польше, Италии, Великобритании, Германии, Франции, в 1996 г. дебютировал в миланском театре «Ла Скала» в опере Сергея Прокофьева «Игрок».
С 1997 г. выступает также как контртенор (мужское сопрано). За исполнение партии Нерона в опере Клаудио Монтеверди «Коронация Поппеи» (Гамбургская опера) был в 2003 г. удостоен журналом «Opernwelt» звания «Певец года». Для Лящковского написан вокальный цикл Павла Микетина «Сонеты Шекспира» (2000). Певец снимался в нескольких фильмах Кшиштофа Занусси, в том числе в главной роли в короткометражном фильме «Душа поёт».